# Osnovne trigonometrijske formule

## Funkcijejednogkuta
{\displaystyle \sin ^{2}\alpha +\cos ^{2}\alpha =1,\quad {\frac {\sin \alpha }{\cos \alpha }}=\tan \alpha ,\quad \sin \alpha \cdot \csc \alpha =1},
{\displaystyle \sec ^{2}\alpha -\tan ^{2}\alpha =1,\qquad \cos \alpha \cdot \sec \alpha =1},
{\displaystyle \csc ^{2}\alpha -\cot ^{2}\alpha =1,\quad {\frac {\cos \alpha }{\sin \alpha }}=\cot \alpha ,\quad \tan \alpha \cdot \cot \alpha =1}

## Međusobno izražavanje funkcija
{\displaystyle \sin \alpha ={\sqrt {1-\cos ^{2}\alpha }}={\frac {\tan \alpha }{\sqrt {1+\tan ^{2}\alpha }}},}
{\displaystyle \cos \alpha ={\sqrt {1-\sin ^{2}\alpha }}={\frac {1}{\sqrt {1+\tan ^{2}\alpha }}},}
{\displaystyle \tan \alpha ={\frac {\sin \alpha }{\sqrt {1-\sin ^{2}\alpha }}}={\frac {1}{\cot \alpha }},}
{\displaystyle \cot \alpha ={\frac {\sqrt {1-\sin ^{2}\alpha }}{\sin \alpha }}={\frac {1}{\tan \alpha }}.}

## Funkcije zbroja i razlike
{\displaystyle \sin(\alpha \pm \beta )=\sin \alpha \cos \beta \pm \cos \alpha \sin \beta ,\,}
{\displaystyle \cos(\alpha \pm \beta )=\cos \alpha \cos \beta \mp \sin \alpha \sin \beta ,}
{\displaystyle \tan(\alpha \pm \beta )={\frac {\tan \alpha \pm \tan \beta }{1\mp \tan \alpha \tan \beta }},\quad \cot(\alpha \pm \beta )={\frac {\cot \alpha \cot \beta \mp 1}{\cot \beta \pm \cot \alpha }}.}
{\displaystyle \tan 2\alpha ={\frac {2\tan \alpha }{1-\tan ^{2}\alpha }},\tan 3\alpha ={\frac {3\tan \alpha -\tan ^{3}\alpha }{1-3\tan ^{2}\alpha }},}
{\displaystyle \sin 2\alpha =2\sin \alpha \cos \alpha ,\quad \sin 3\alpha =3\sin \alpha -4\sin ^{3}\alpha ,}
{\displaystyle \cos 2\alpha =\cos ^{2}\alpha -\sin ^{2}\alpha ,\quad \cos 3\alpha =4\cos ^{3}\alpha -3\cos \alpha ,}
{\displaystyle \tan 2\alpha ={\frac {2\tan \alpha }{1-\tan ^{2}\alpha }},\quad \tan 3\alpha ={\frac {3\tan \alpha -\tan ^{3}\alpha }{1-3\tan ^{2}\alpha }},}
{\displaystyle \cot 2\alpha ={\frac {\cot ^{2}\alpha -1}{2\cot \alpha }},\quad \cot 3\alpha ={\frac {\cot ^{3}\alpha -3\cot \alpha }{3\cot ^{2}\alpha -1}},}
{\displaystyle \tan 4\alpha ={\frac {4\tan \alpha -4\tan ^{3}\alpha }{1-6\tan ^{2}\alpha +\tan ^{4}\alpha }},\quad \cot 4\alpha ={\frac {\cot ^{4}\alpha -6\cot ^{2}\alpha +1}{4\cot ^{3}\alpha -4\cot \alpha }}.}
Na osnovu ovih formula možemo odrediti predznak trigonometrijskih funkcija po kvadrantima 
| Kut       | 0°- 90° | 90°- 180° | 180°- 270° | 270°- 360° |
| Kvadrant  | I.      | II.       | III.       | IV.        |
| --------- | ------- | --------- | ---------- | ---------- |
| sinus     | +       | +         | -          | -          |
| kosinus   | +       | -         | -          | +          |
| tangens   | +       | -         | +          | -          |
| kotangens | +       | -         | +          | -          |

## Zbroj i razlika trigonometrijskih funkcija
{\displaystyle \sin \alpha +\sin \beta =2\sin {\frac {\alpha +\beta }{2}}\cos {\frac {\alpha -\beta }{2}},}
{\displaystyle \sin \alpha -\sin \beta =2\cos {\frac {\alpha +\beta }{2}}\sin {\frac {\alpha -\beta }{2}},}
{\displaystyle \cos \alpha +\cos \beta =2\cos {\frac {\alpha +\beta }{2}}\cos {\frac {\alpha -\beta }{2}},}
{\displaystyle \cos \alpha -\cos \beta =-2\sin {\frac {\alpha +\beta }{2}}\sin {\frac {\alpha -\beta }{2}},}
{\displaystyle \tan \alpha \pm \tan \beta ={\frac {\sin(\alpha \pm \beta )}{\cos \alpha \cos \beta }},\quad \cot \alpha \pm \cot \beta =\pm {\frac {\sin(\alpha \pm \beta )}{\sin \alpha \sin \beta }},}
{\displaystyle \tan \alpha +\cot \beta ={\frac {\cos(\alpha -\beta )}{\cos \alpha \sin \beta }},\quad \cot \alpha -\tan \beta ={\frac {cos(\alpha +\beta )}{\sin \alpha \cos \beta }}.}

## Umnožak funkcija
{\displaystyle \sin \alpha \sin \beta ={\frac {1}{2}}[\cos(\alpha -\beta )-\cos(\alpha +\beta )],}
{\displaystyle \cos \alpha \cos \beta ={\frac {1}{2}}[\cos(\alpha -\beta )+cos(\alpha +\beta )],}
{\displaystyle \sin \alpha \cos \beta ={\frac {1}{2}}[\sin(\alpha +\beta )+\sin(\alpha -\beta )].}

## Funkcije polovine kuta
{\displaystyle \sin {\frac {\alpha }{2}}={\sqrt {\frac {1-\cos \alpha }{2}}},\quad \cos {\frac {\alpha }{2}}={\sqrt {\frac {1+\cos \alpha }{2}}},}
{\displaystyle \tan {\frac {\alpha }{2}}={\sqrt {\frac {1-\cos \alpha }{1+\cos \alpha }}}={\frac {1-\cos \alpha }{\sin \alpha }}={\frac {\sin \alpha }{1+\cos \alpha }},}
{\displaystyle \cot {\frac {\alpha }{2}}={\sqrt {\frac {1+\cos \alpha }{1-\cos \alpha }}}={\frac {1+\cos \alpha }{\sin \alpha }}={\frac {\sin \alpha }{1-\cos \alpha }}.}

## Potenciranje funkcija
{\displaystyle \sin ^{2}\alpha ={\frac {1}{2}}(1-\cos 2\alpha ),\quad \cos ^{2}\alpha ={\frac {1}{2}}(1+\cos 2\alpha ),}
{\displaystyle \sin ^{3}\alpha ={\frac {1}{4}}(3\sin \alpha -\sin 3\alpha ),\quad \cos ^{3}\alpha ={\frac {1}{4}}(\cos 3\alpha +3\cos \alpha ),}
{\displaystyle \sin ^{4}\alpha ={\frac {1}{8}}(\cos 4\alpha -4\cos 2\alpha +3),\quad \cos ^{4}\alpha ={\frac {1}{8}}(\cos 4\alpha +4\cos 2\alpha +3).}